# Netelia australis
Netelia australis là một loài tò vò trong họ Ichneumonidae.